# 東京大学ギリシア悲劇研究会

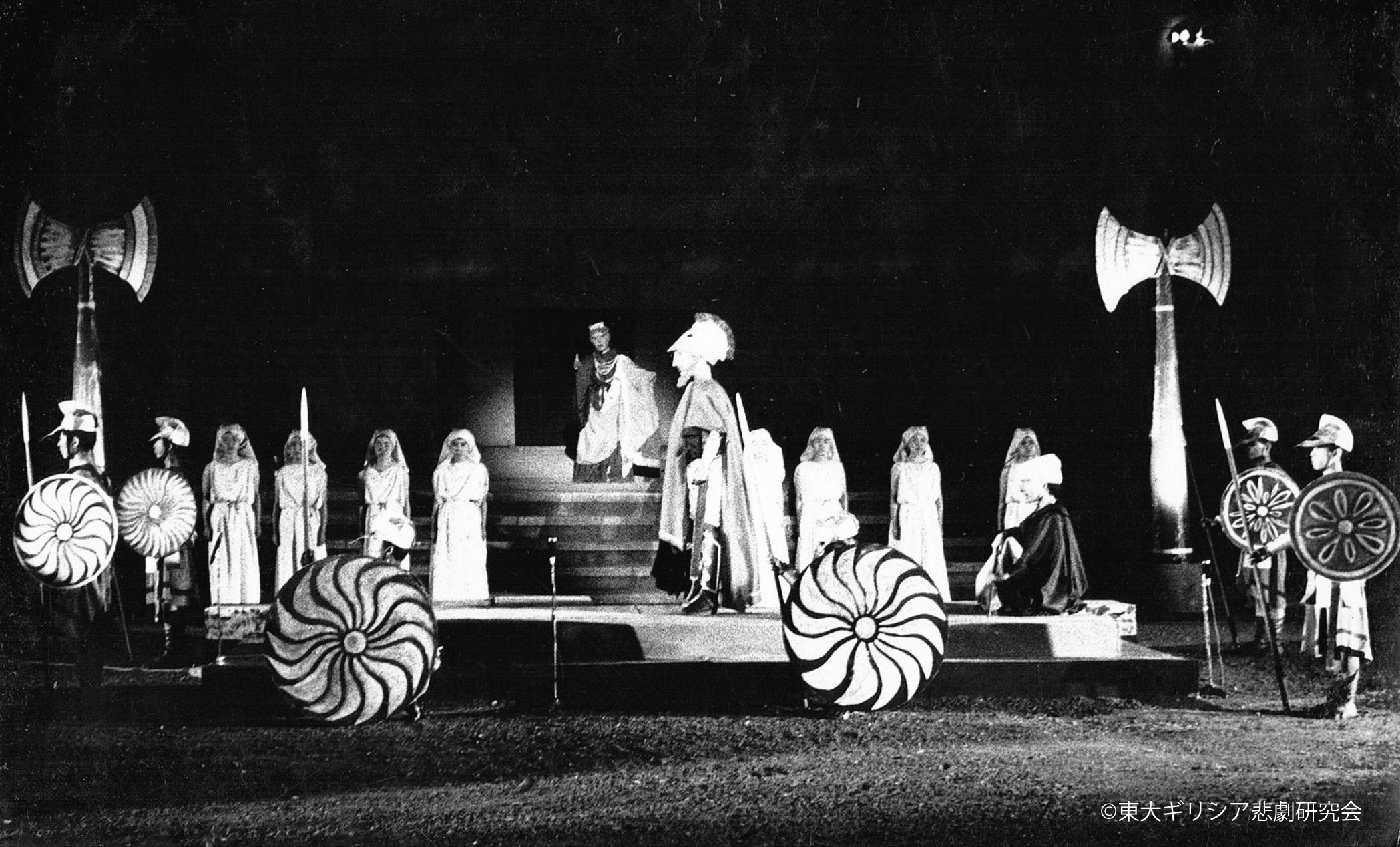
Agamemnon 1961
第4回公演「アガメムノーン」1961年　日比谷公園野外大音楽堂

東京大学ギリシア悲劇研究会（とうきょうだいがくギリシアひげきけんきゅうかい）は、1957年から1970年にかけて存在した東京大学の学生サークル。古代ギリシア悲劇の研究と復古上演を行なった。活動の中心は文学部の学生で、上演の際は、一部、他大学の学生や各分野の専門家も支援した。東京で全11回の公演を行い、その研究記録を残している。

## 概要

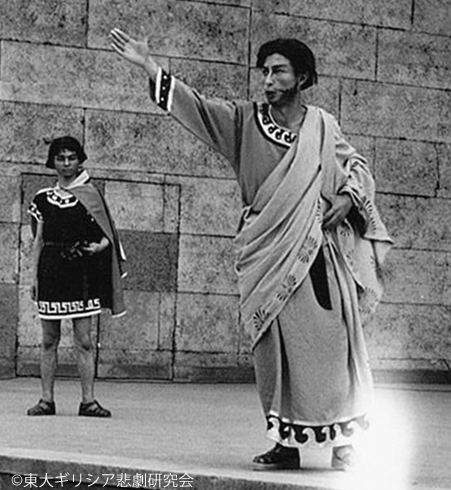
第1回「オイディプース 王」1958年

ギリシア悲劇を戯曲として研究するだけでなく、古代の様式を復元して上演することを目的とした研究会は、1958年に東大の学生サークルと認められ、東京大学ギリシア悲劇研究会（通称「ギリ研」）として発足した。1958年6月2日に日比谷野外大音楽堂でソポクレース作「オイディプース王」を上演した。

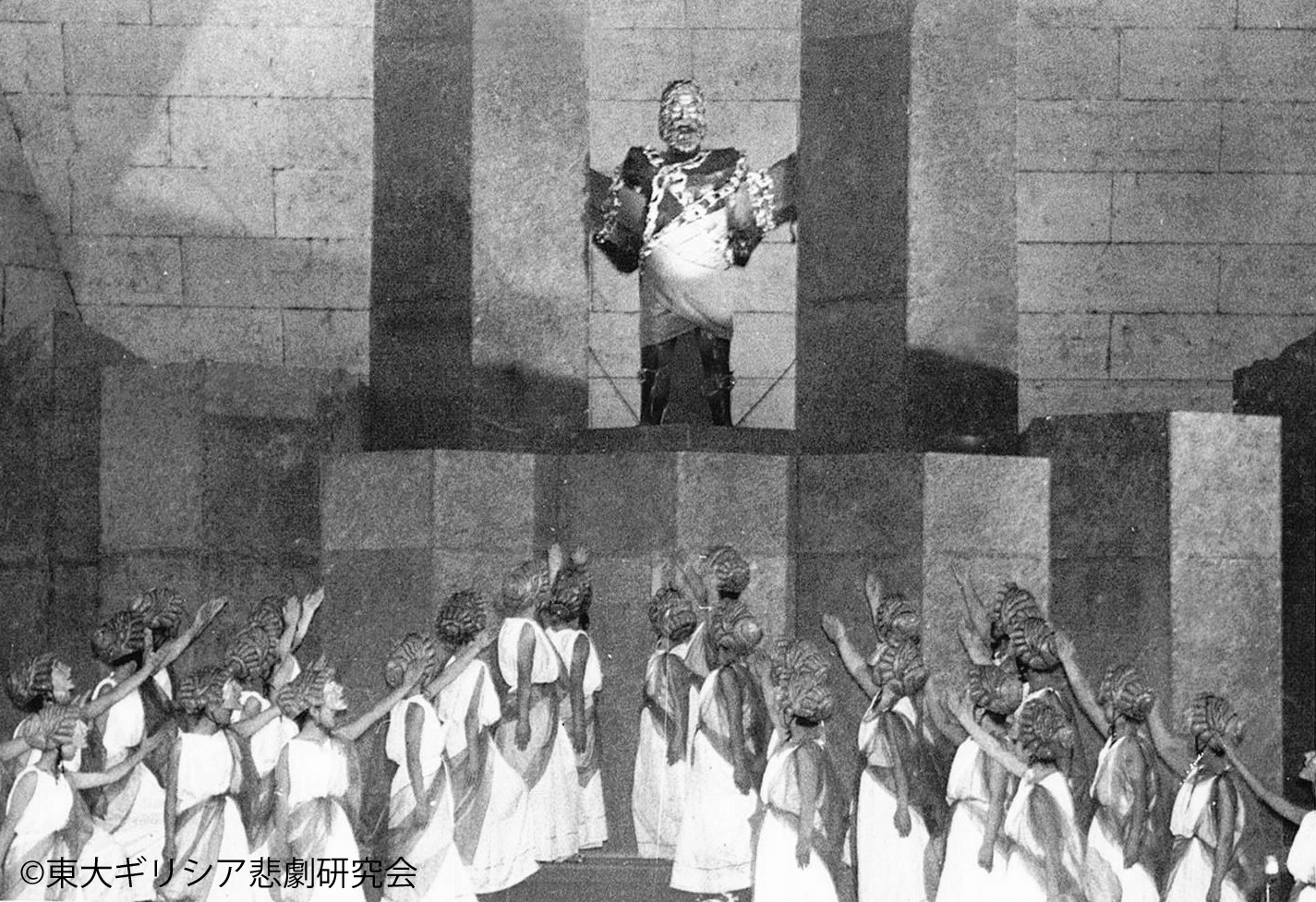
第3回「縛られたプロメーテウス」1960年

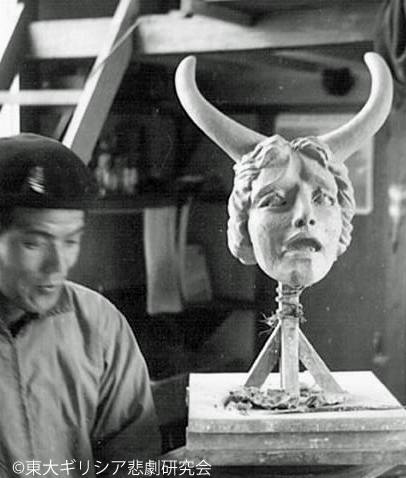
仮面制作（イーオー）高橋米吉 第3回公演

翌1959年5月第2回公演ソポクレース作「アンティゴネー」を上演。その後も1960年アイスキュロス作「縛られたプロメーテウス」、1961年アイスキュロス作「アガメムノーン」、1962年ソポクレース作「ピロクテーテース」、1963年エウリーピデース作「トロイアの女」、1964年エウリーピデース作「へーラクレース」、1965年アイスキュロス作「ペルサイ」、1966年エウリーピデース作「バッコスの女たち」と日比谷公園野外大音楽堂での公演は9回に及んだ。 朝日新聞社が後援した。
翌1959年5月第2回公演ソポクレース作「アンティゴネー」を上演。その後も1960年アイスキュロス作「縛られたプロメーテウス」、1961年アイスキュロス作「アガメムノーン」、1962年ソポクレース作「ピロクテーテース」、1963年エウリーピデース作「トロイアの女」、1964年エウリーピデース作「へーラクレース」、1965年アイスキュロス作「ペルサイ」、1966年エウリーピデース作「バッコスの女たち」と日比谷公園野外大音楽堂での公演は9回に及んだ。 朝日新聞社が後援した。

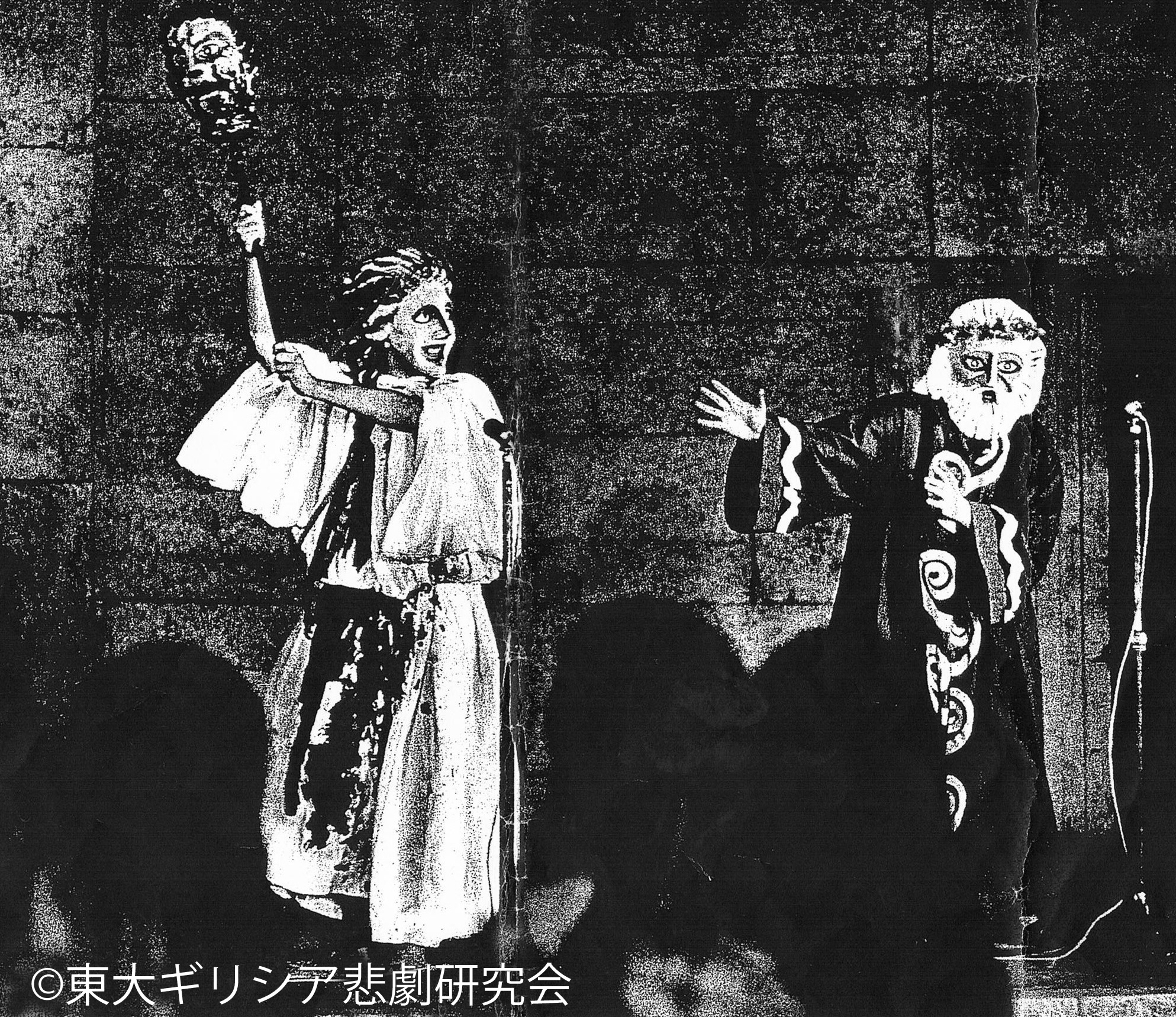
第9回「バッコスの女たち」1966年

その間、第3回の「縛られたプロメーテウス」から古代様式である仮面を使用して上演し、第9回の「バッコスの女たち」では仮面を使って男性3人の俳優がいくつもの役を演じる、いわゆる「三人俳優」を再現した。
また、上演後に批評会を催し、上演と研究の成果をまとめ、上演台本とともに一冊の研究会誌として『ギリシヤ悲劇研究』を出版した（第5回公演まで）。
また、上演後に批評会を催し、上演と研究の成果をまとめ、上演台本とともに一冊の研究会誌として『ギリシヤ悲劇研究』を出版した（第5回公演まで）。

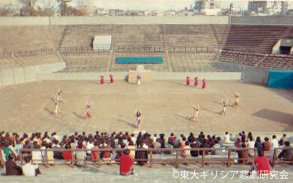
第10回「救いを求める女たち」1968年　田園コロシアム

その後、1968年第10回公演アイスキュロス作「救いを求める女たち」は、会場を田園コロシアムに移し、古代ギリシアと同様昼間に上演した。
その後、1968年第10回公演アイスキュロス作「救いを求める女たち」は、会場を田園コロシアムに移し、古代ギリシアと同様昼間に上演した。
1970年第11回公演アイスキュロス作「テーバイ攻めの七将」は、会場が室内（千代田区公会堂）で、最後の公演となった。これをもって、およそ14年にわたる研究会の実質的活動は終了した。
2017年10月、講演会「古代ギリシア遥かな呼び声にひかれて−東京大学ギリシア悲劇研究会の活動」が成城学園創立百周年記念行事の一環として、成城大学で行われた。
2019年3月、上記の講演会をもとに、『古代ギリシア遥かな呼び声にひかれて東京大学ギリシア悲劇研究会の活動』（毛利三彌・細井敦子編、論創社 ISBN 978-4-8460-1798-9）が出版された。創立からの各公演の記録が記されている。

## 上演年表

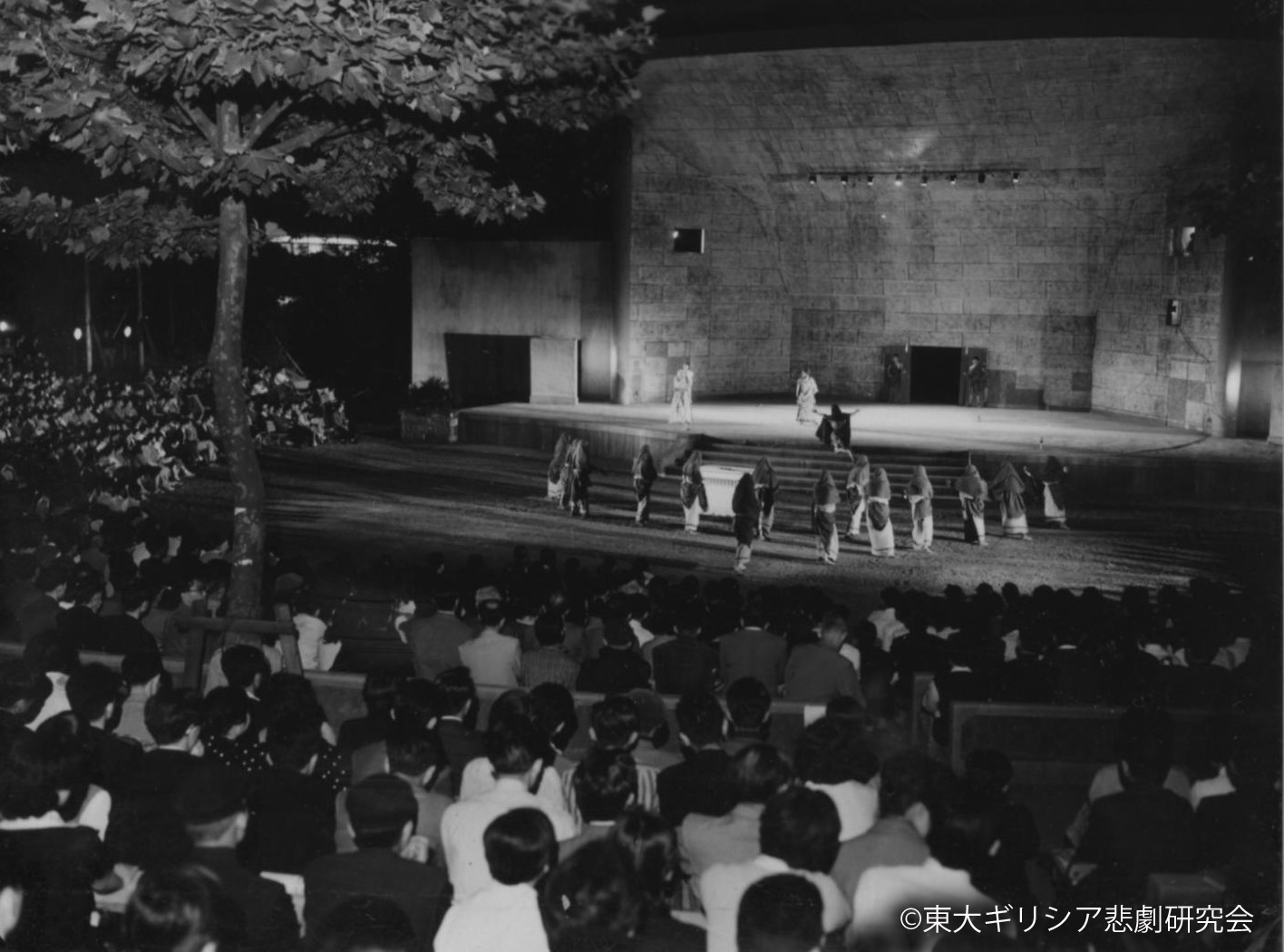
第1回「オイディプース王」

『古代ギリシア 遥かな呼び声にひかれて』参照
第1回 ソポクレース作「オイディプース 王」
- 1958年6月2日（月）　於：日比谷公園野外大音楽堂
- 制作：渋谷幹雄・安倍寿・森村稔・細井雄介
- 演出：中島貞夫
- 訳：中島貞夫・加村赳雄
- 後援：朝日新聞社

第2回 ソポクレース作「アンティゴネー」

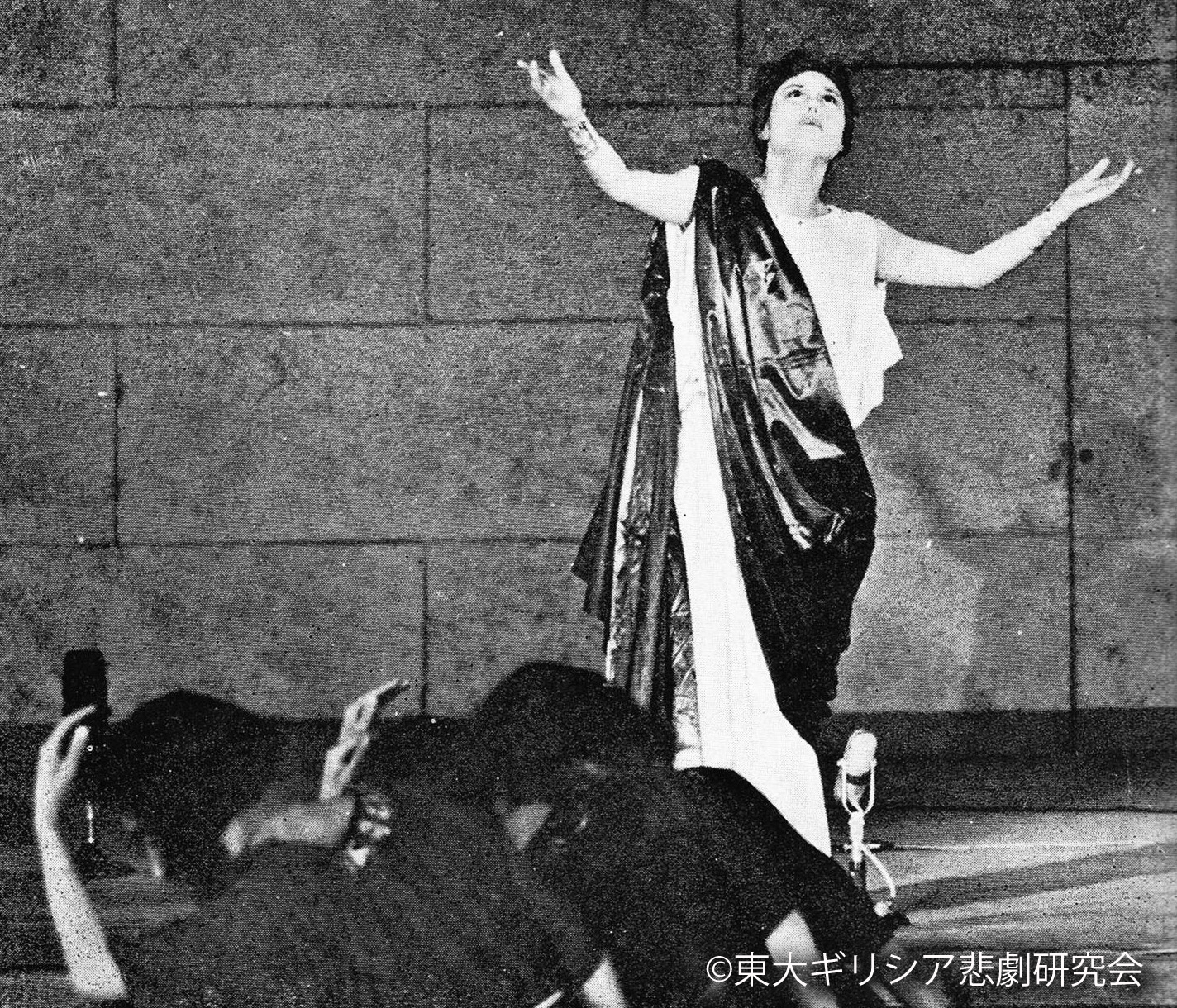
第2回「アンティゴネー」

- 1959年5月30日（土）　於：日比谷公園野外大音楽堂

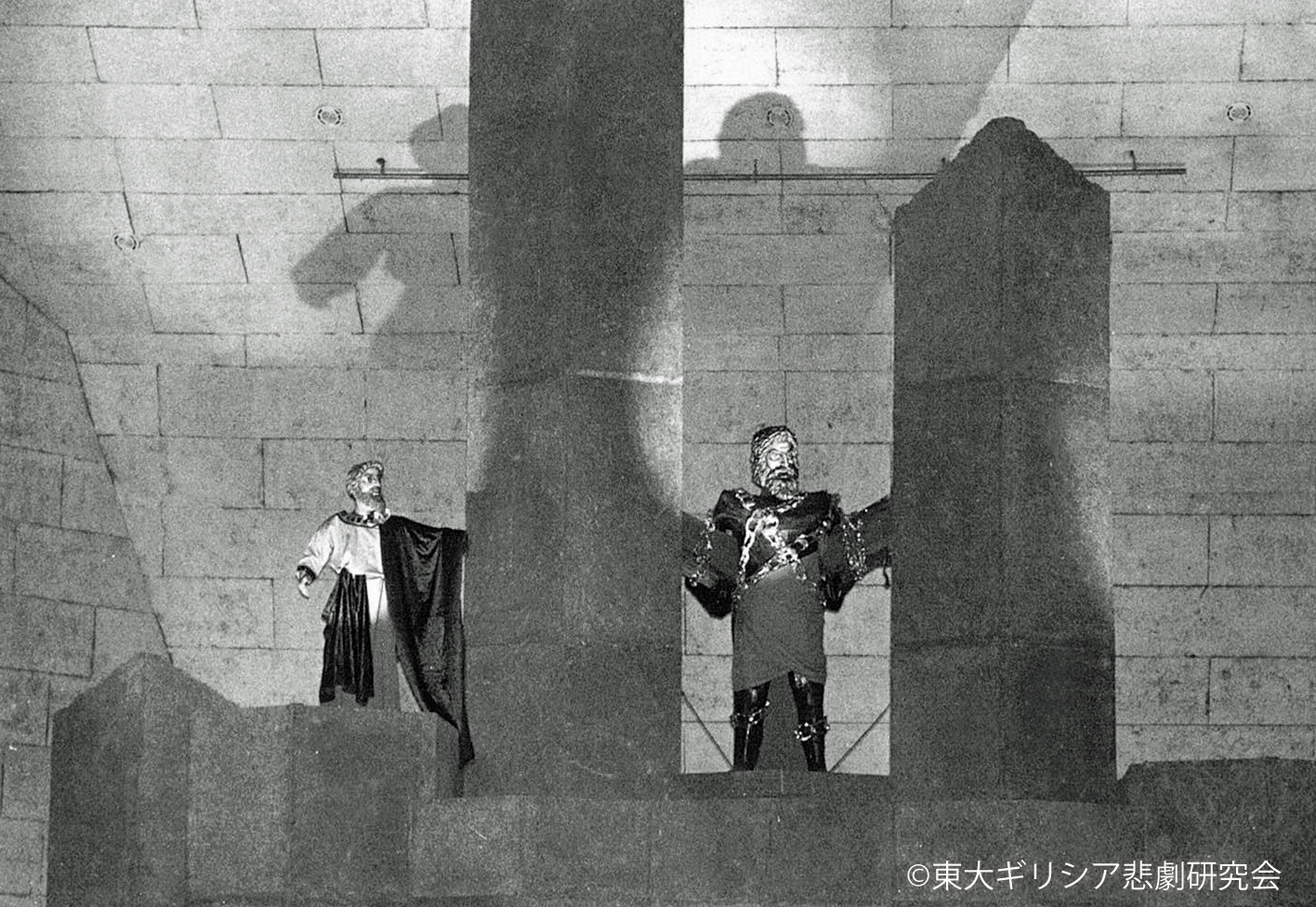
第3回「縛られたプロメーテウス」

- 制作：伊藤俊也
- 演出：細井雄介
- 訳：ギリシア悲劇研究会
- 後援：朝日新聞社

第3回 アイスキュロス作「縛られたプロメーテウス」
- 1960年6月4日（土）、5日（日）　於：日比谷公園野外大音楽堂
- 制作：毛利三彌
- 演出：加村赳雄
- 訳：ギリシア悲劇研究会
- 後援：朝日新聞社

第4回 アイスキュロス作「アガメムノーン」

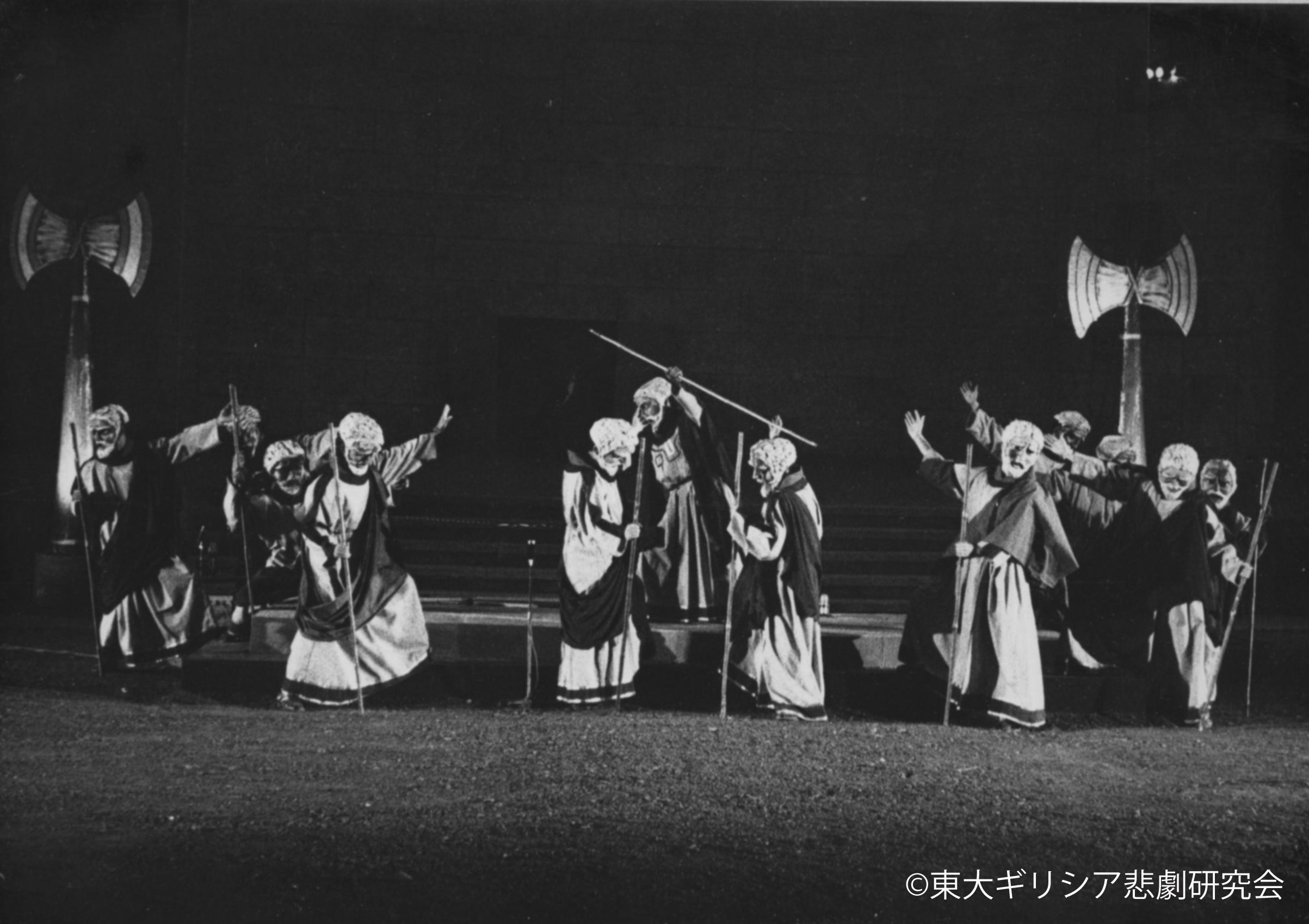
第4回「アガメムノーン」

- 1961年6月3日（土）、4日（日）　於：日比谷公園野外大音楽堂
- 制作：吉澤正皓・小平裕
- 演出：高橋武雄
- 訳：ギリシア悲劇研究会
- 後援：朝日新聞社

第5回 ソポクレース作「ピロクテーテース」

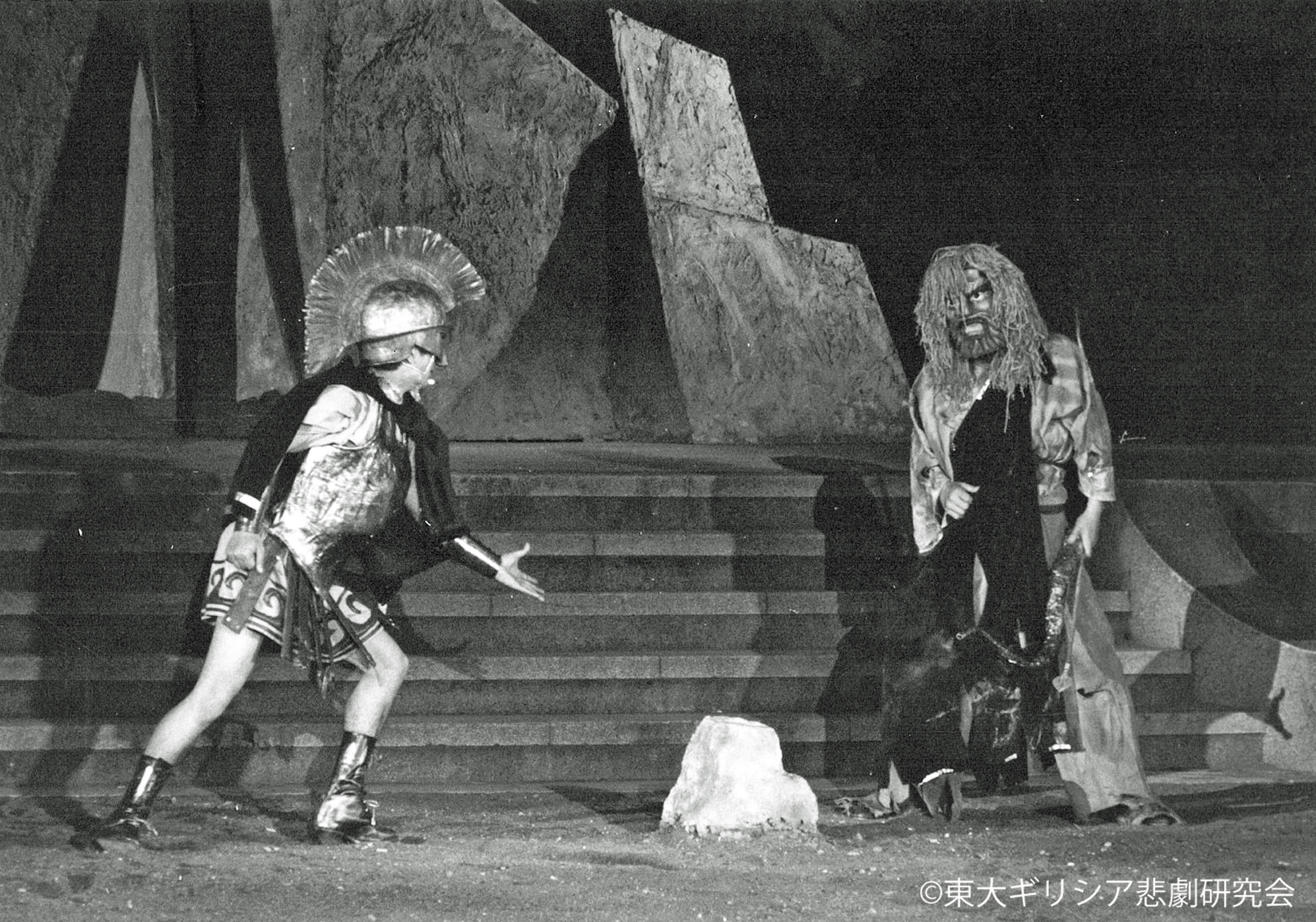
第5回「ピロクテーテース」

- 1962年5月26日（土）、28日（月）　於：日比谷公園野外大音楽堂
- 1962年6月5日（火）　於：共立講堂
- 制作：本多良樹・大石英樹・会田精彦・細井雄介
- 演出：久保正彰
- 訳：ギリシア悲劇研究会
- 後援：朝日新聞社

第6回 エウリーピデース作「トロイアの女」

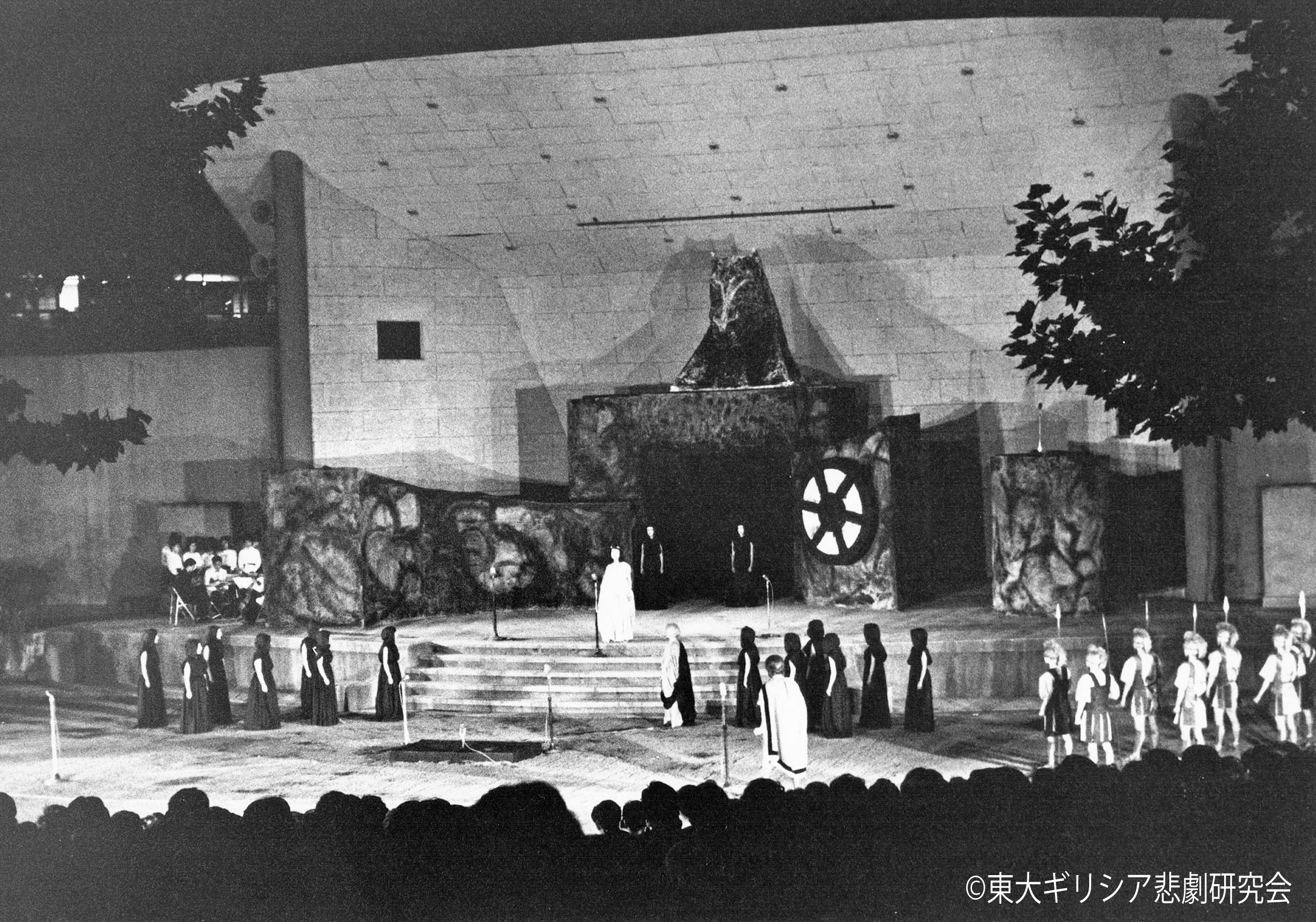
第6回「トロイアの女」

- 1963年6月1日（土）、2日（日）　於：日比谷公園野外大音楽堂

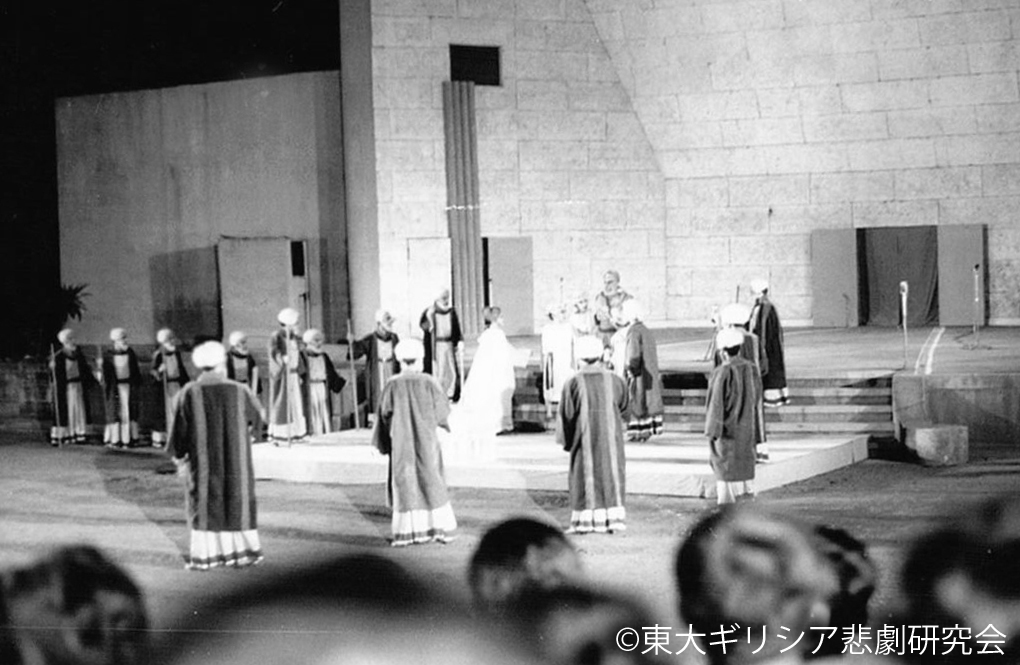
第7回「ヘーラクレース」

- 制作：大石英樹・本間武俊
- 演出：細井雄介
- 訳：ギリシア悲劇研究会
- 後援：朝日新聞社

第7回 エウリーピデース作「ヘーラクレース」
- 1964年5月30日（土）、31日（日）　於：日比谷公園野外大音楽堂
- 制作：本間武俊・沼田哲
- 演出：田村徹夫
- 訳：ギリシア悲劇研究会
- 後援：朝日新聞

第8回 アイスキュロス作「ペルサイ」

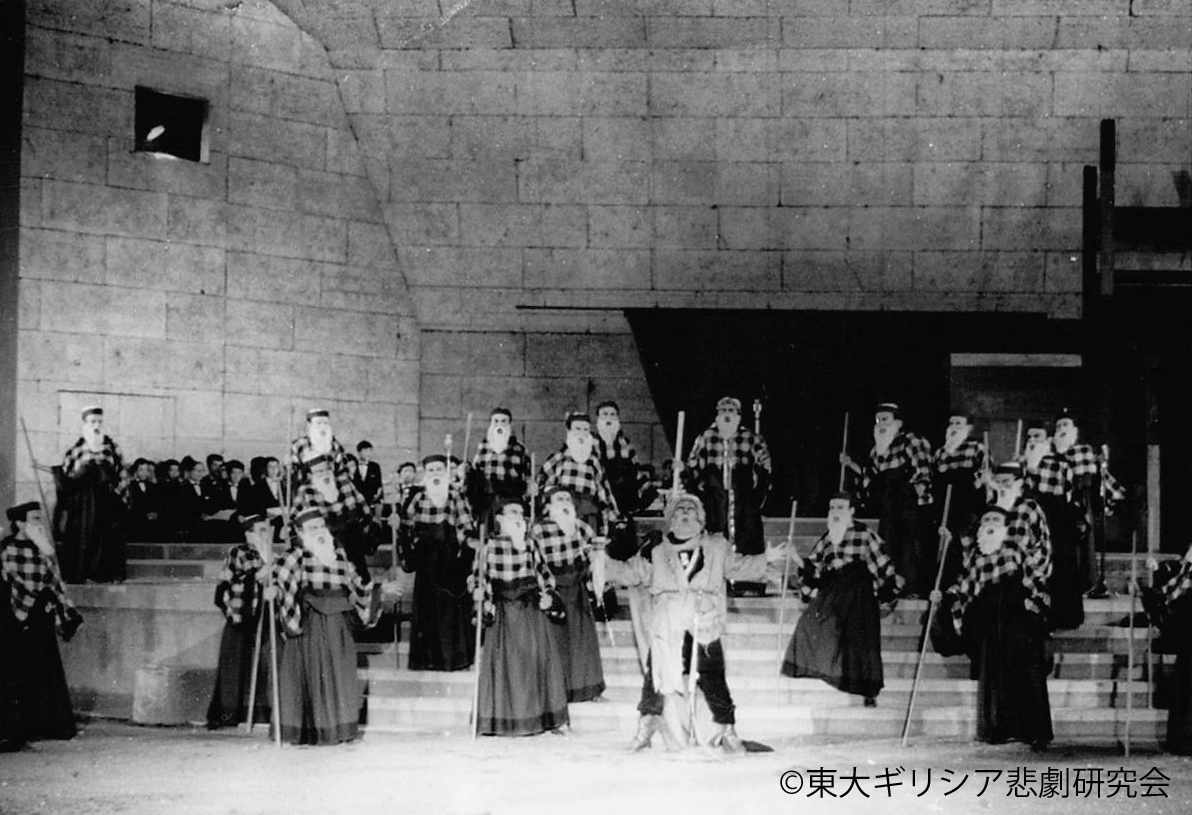
第8回「ペルサイ」

- 1965年6月5日（土）、6日（日）　於：日比谷公園野外大音楽堂

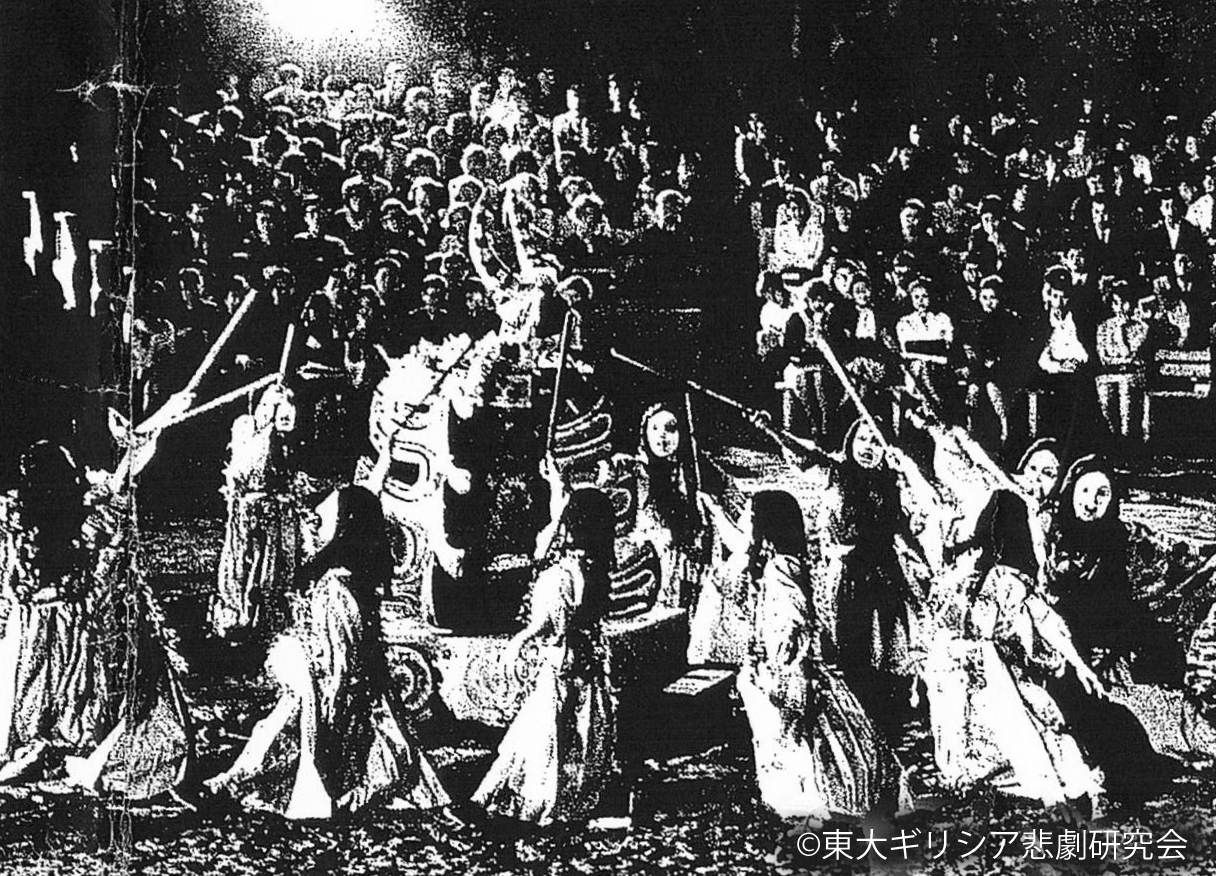
第9回「バッコスの女たち」

- 制作：徳永弘道
- 演出：田村徹夫
- 訳：ギリシア悲劇研究会
- 後援：朝日新聞

第9回 エウリーピデース作「バッコスの女たち」
- 1966年6月5日（日）、6日（月）　於：日比谷公園野外大音楽堂

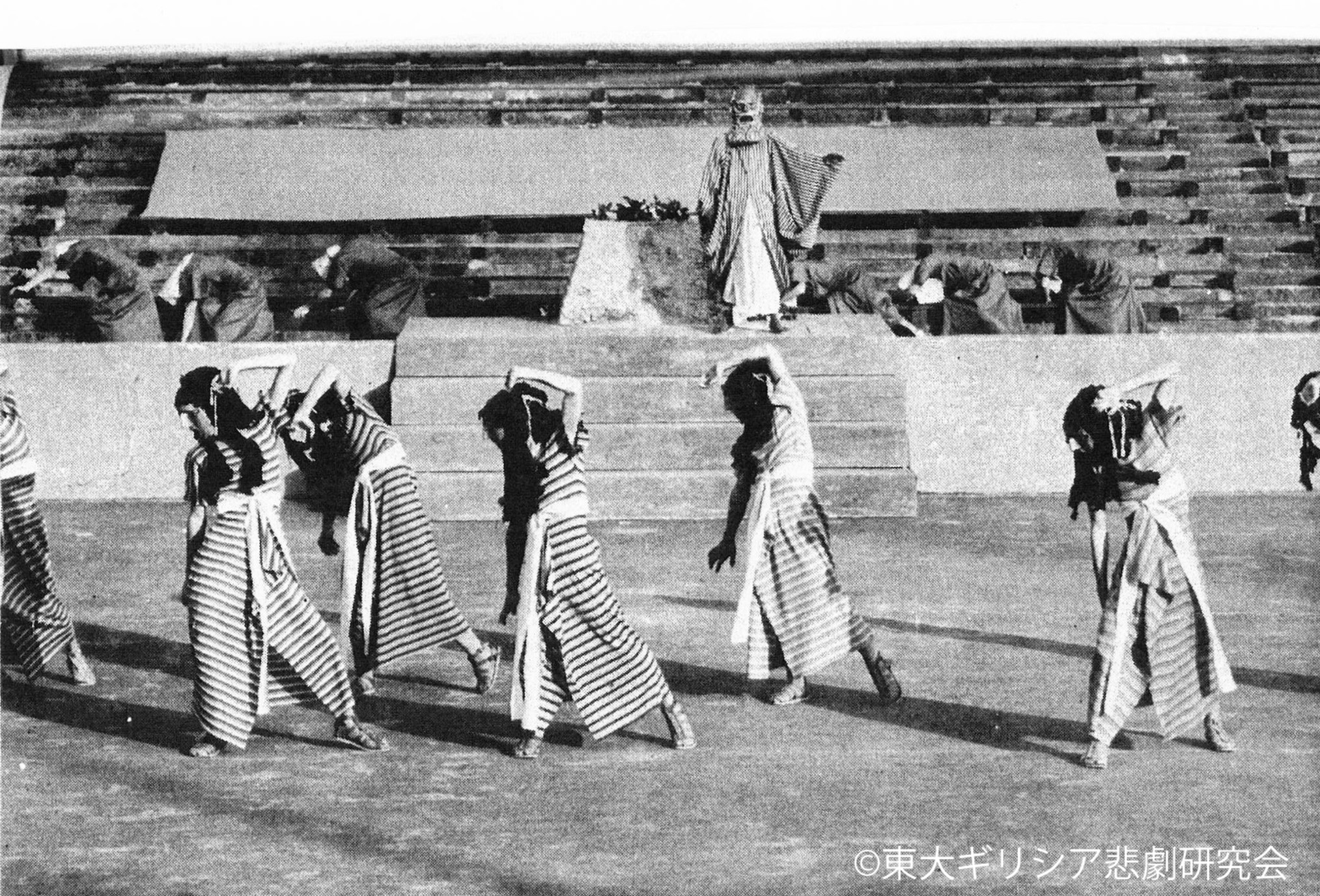
第10回「救いを求める女たち」

- 制作：中鉢秀一・神山裕輔
- 演出：毛利三彌
- 訳：ギリシア悲劇研究会
- 後援：朝日新聞

第10回 アイスキュロス作「救いを求める女たち」
- 1968年11月1日（金）、2日（土）、3日（日） ※3日間とも昼のみ上演　　於：田園コロシアム

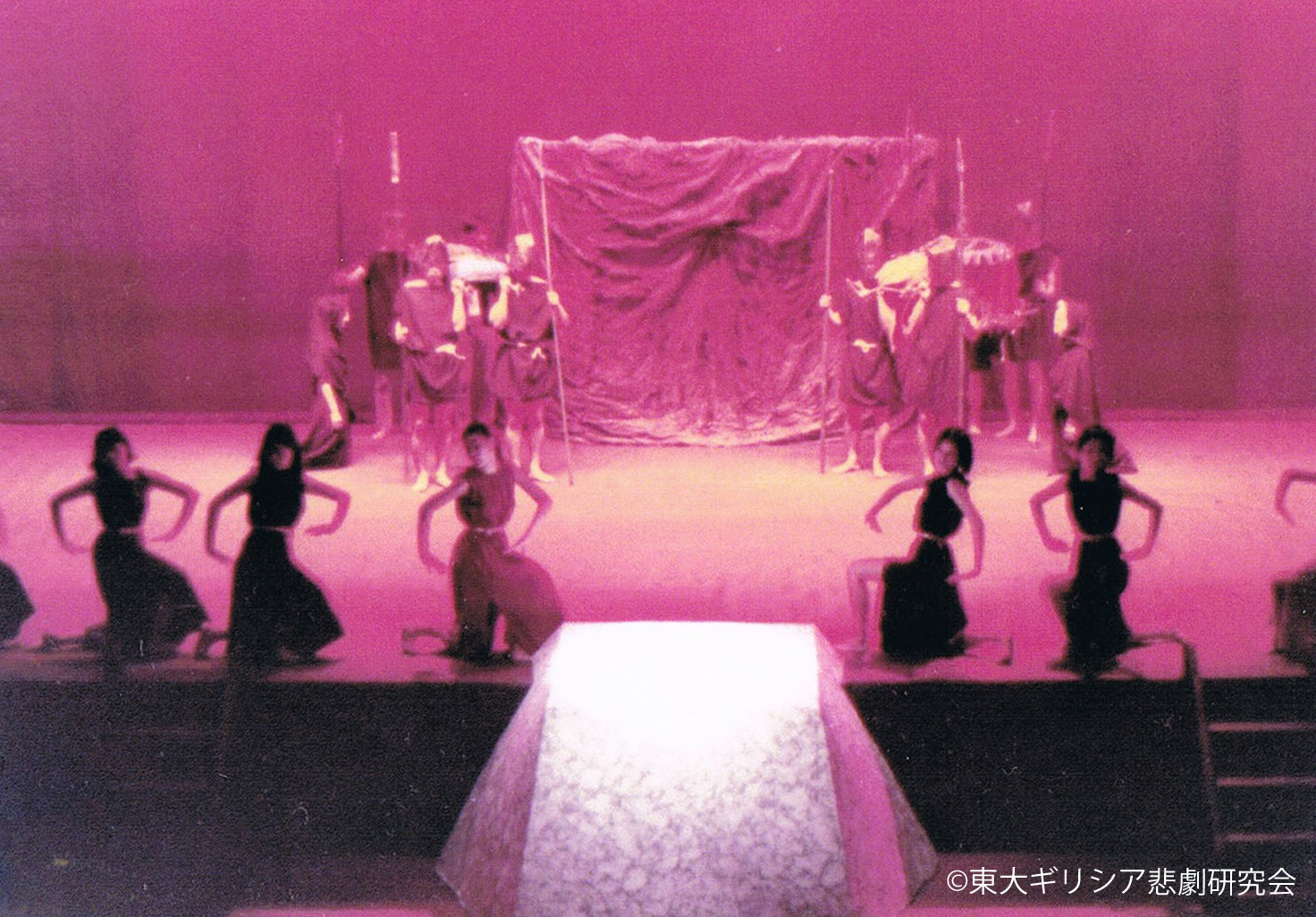
第11回「テーバイ攻めの七将」

- 制作：毛利晶・石川文子
- 演出：神山祐輔、
- 訳：ギリシア悲劇研究会

第11回 アイスキュロス作「テーバイ攻めの七将」
- 1970年10月23日（金）、24日（土） ※昼夕2回上演　於：千代田区公会堂
- 制作：五十嵐文彦
- 演出：大沼信之
- 訳：ギリシア悲劇研究会